# Fougaron
Fougaron (em occitano:  Hogaron) é uma comuna francesa na região administrativa da Occitânia, no departamento do Alto Garona. Estende-se por uma área de 9.14 km², com 96 habitantes, segundo o censo de 2018, com uma densidade de 11 hab/km².